# Valjala-Nurme
Koordinaten: 58° 21′ N, 22° 54′ O
Valjala-Nurme ist ein Dorf (estnisch küla) auf der größten estnischen Insel Saaremaa. Es gehört zur Landgemeinde Saaremaa (bis 2017: Landgemeinde Valjala) im Kreis Saare. Bis zur Neugründung der Landgemeinde Saaremaa hieß der Ort „Nurme“ und wurde umbenannt, um sich von Nurme zu unterscheiden, da beide nun in derselben Landgemeinde liegen.
Das Dorf hat elf Einwohner (Stand 31. Dezember 2011). Es liegt 27 Kilometer nordöstlich der Inselhauptstadt Kuressaare.